# Franz Szivatz
Franz Szivatz (né le 2 juillet 1925 à Neufeld an der Leitha, mort le 9 janvier 2003 à Vienne) est un chef décorateur autrichien.

## Biographie
Le fils de Franz Tomich et Wilma Zaza, après ses études à l'université des arts appliqués de Vienne auprès d'Otto Niedermoser , travaille dans des théâtres de Vienne en tant que décorateur de théâtre. Au cinéma, Szivatz participe à des films en tant que concepteur de production et collabore souvent avec Sepp Rothauer. Plus tard, Erich Millbacher et Franz Szivatz deviennent partenaires du cabinet d'architectes fondé en 1976 par le fils de Sepp Rothauer. Il a une classe de conception de décors des scènes et des films à l'université des arts appliqués de Vienne.

## Filmographie
- 1956 : Lügen haben hübsche Beine
- 1956 : Mariés pour rire
- 1957 : Vier Mädels aus der Wachau
- 1957 : Le Chant du bonheur
- 1958 : Ooh … diese Ferien (de)
- 1958 : Soucis de millionnaire
- 1962 : Drei Liebesbriefe aus Tirol
- 1963 : Tanze mit mir in den Morgen